# الإصلاح الزراعي (قرية)
الإصلاح الزراعي إحدى قرى مركز قليوب التابع لمحافظة القليوبية بجمهورية مصر العربية.

## السكان
بلغ عدد سكان الإصلاح الزراعي 7,213 نسمة، حسب الإحصاء الرسمي لعام 2006.